# Horní Poříčí (Boemia meridionale)
Horní Poříčí è un comune della Repubblica Ceca facente parte del distretto di Strakonice, in Boemia Meridionale.